# Abrial A-2 Vautour
A-2 Vautour (рус. Гриф) — французский одноместный деревянный планёр, построенный Жоржем Абиралем в 1925 году. В том же году на авиаслёте в Вовиле A-2 получил приз, набрав высоту 720 метров.

## Характеристики
- Экипаж: 1 чел
- Длина: 6,25 м
- Размах крыльев: 12,65 м
- Площадь крыльев: 20 м²
- Пустой вес: 100 кг
- Полный вес: 180 кг